# 圣塞雷
圣塞雷（法語：Saint-Céré，法語發音：[sɛ̃ seʁe]），法国西南部城市，奥克西塔尼大区洛特省的一个市镇，隶属于菲雅克区，其市镇面积为11.33平方公里，2022年1月1日时人口数量为3,449人，在法国城市中排名第3,246位。
圣塞雷位于洛特省东北部，巴沃河畔，是一个区域性的中心城市，历史上因纺织加工贸易而闻名。

## 地名来源
“圣塞雷”一名出自基督教人物马赛的塞雷努斯，后者曾担任马赛主教职务。
因“Saint-Céré”一名含有宗教色彩，当地在法国大革命期间曾被共和派更名为“Franc-Céré”。
圣塞雷所处区域历史上曾通行奥克语，“Saint-Céré”对应的奥克语拼写为“Sant Seren”。

## 历史

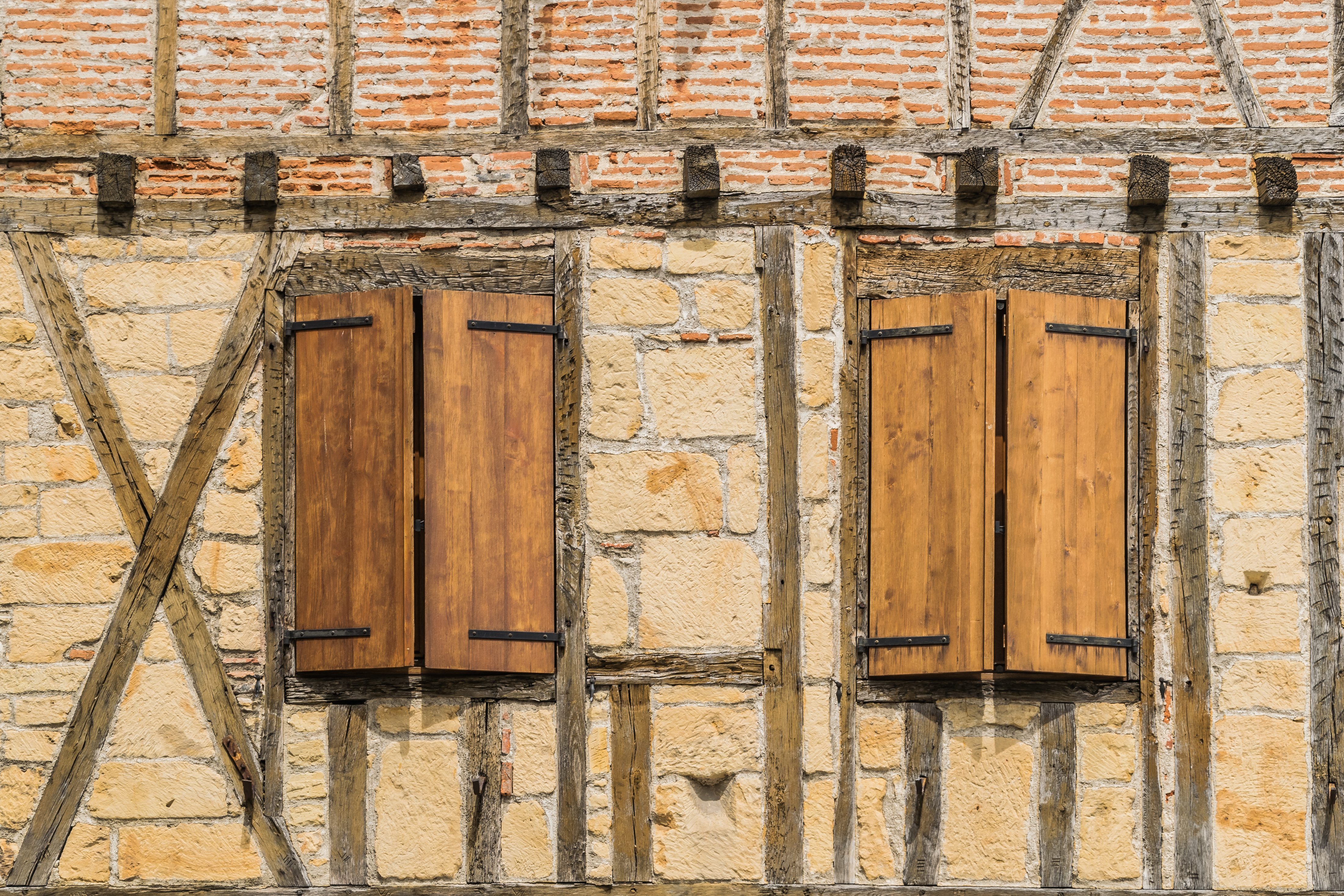
一处传统民居的窗户

圣塞雷的早期历史尚不清楚。根据当地官方网站的论述，圣塞雷地区领主在公元七世纪时在此修建莱图尔圣洛朗城堡。公元780年，天主教圣人卡奥尔的斯佩里在逝世后被安葬于圣塞雷的一处小教堂内。中世纪时，圣塞雷曾为蒂雷讷子爵的一处领地，其领主于1262年为圣塞雷颁布了市镇宪章。中世纪中后期，圣塞雷成为奥弗涅和奥克西塔尼交界处的商贸集镇，莱图尔圣洛朗城堡附近兴建了防御城墙。1611年，巴沃河圣塞雷段得到渠化改造已减少洪水威胁，圣塞雷也因此被称为“洛特地区小威尼斯”（Petite Venise Lotoise）。法国大革命后，圣塞雷成为洛特省的一个市镇。法国企业家让·吕尔萨于1945年购买了莱图尔圣洛朗城堡，并在此创建地毯手工厂，直至其于1966年逝世。2016年，当地政府创办圣塞雷狂欢节（Festival de Saint-Céré），每年夏季在圣塞雷举办。

## 地理

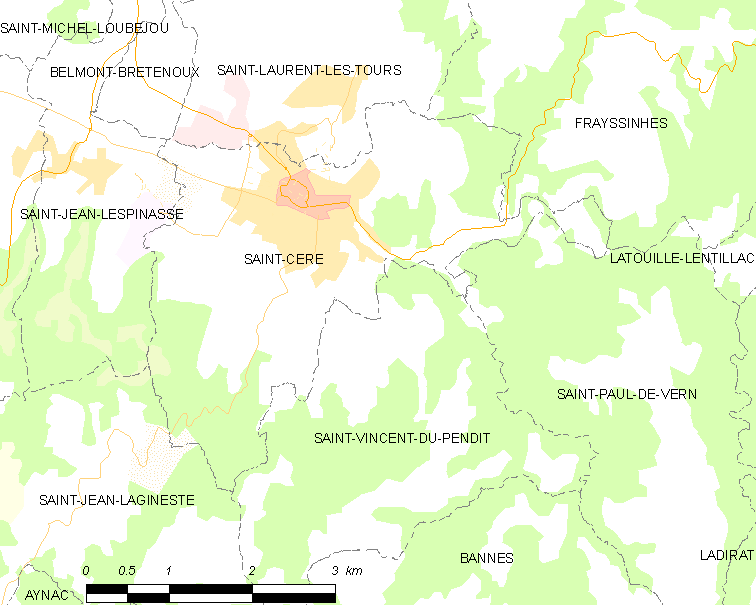
圣塞雷市镇范围地图

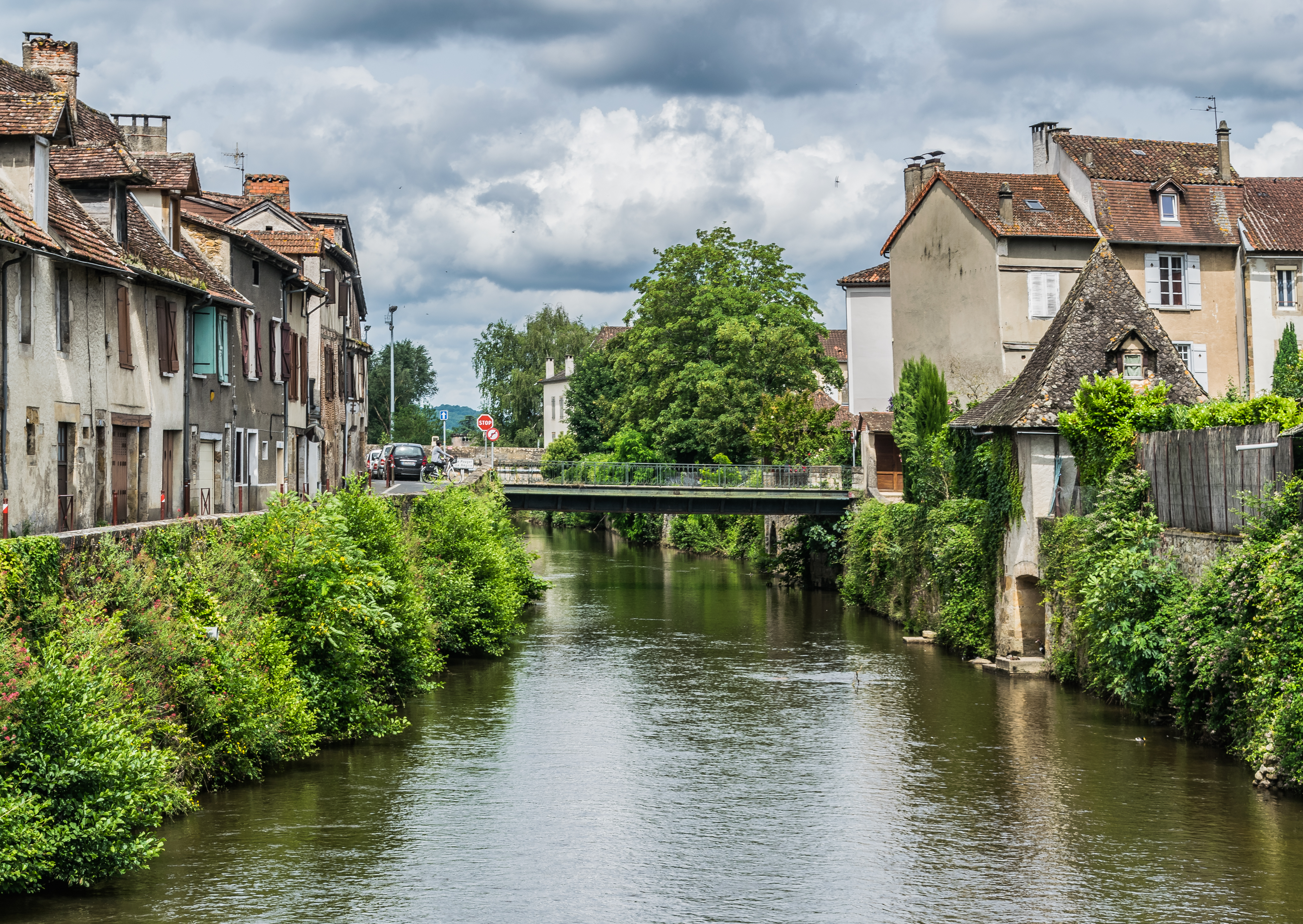
巴沃河圣塞雷段

圣塞雷位于法国南部偏西，奥克西塔尼大区西北部和洛特省东北部，距离省会卡奥尔大约76公里。与圣塞雷接壤的市镇包括：圣洛朗莱图尔、弗赖西涅、圣让莱斯皮纳斯、圣让拉日内斯特、圣保罗德韦恩和圣樊尚迪庞迪。

### 地形
圣塞雷位于法国中央高原西部，凯尔西科斯腹地，境内以丘陵为主，市镇中心位于地势较为平坦的河谷地带，南北两侧均为山丘地区，全境海拔在141到523米之间。

### 水文
圣塞雷位于加龙河流域范围内，巴沃河自东向西流经境内，该河曾在17世纪时得到渠化改造已减少洪涝灾害的威胁；除此之外，巴沃河两岸还有多条溪流与其交汇。

### 植被
圣塞雷属于温带阔叶混交林区，林地主要分布于河流附近及市镇范围东部地区。
在鲜花城市的评比中，圣塞雷暂未被评级。

### 气候
圣塞雷在柯本气候分类法中属于温带海洋性气候，因其海拔相对较高且距离海岸线尚有一定距离，当地气候又有一定的山地特征。
距离圣塞雷最近的常年气象站位于凯尔西地区苏塞拉克境内，以下为该气象站的数据（其中日照数据取自欧里亚克气象站）：
| 苏塞拉克 1981年－2019年 | 苏塞拉克 1981年－2019年 | 苏塞拉克 1981年－2019年 | 苏塞拉克 1981年－2019年 | 苏塞拉克 1981年－2019年 | 苏塞拉克 1981年－2019年 | 苏塞拉克 1981年－2019年 | 苏塞拉克 1981年－2019年 | 苏塞拉克 1981年－2019年 | 苏塞拉克 1981年－2019年 | 苏塞拉克 1981年－2019年 | 苏塞拉克 1981年－2019年 | 苏塞拉克 1981年－2019年 | 苏塞拉克 1981年－2019年 |
| 月份                    | 1月                     | 2月                     | 3月                     | 4月                     | 5月                     | 6月                     | 7月                     | 8月                     | 9月                     | 10月                    | 11月                    | 12月                    | 全年                    |
| ----------------------- | ----------------------- | ----------------------- | ----------------------- | ----------------------- | ----------------------- | ----------------------- | ----------------------- | ----------------------- | ----------------------- | ----------------------- | ----------------------- | ----------------------- | ----------------------- |
| 历史最高温 °C（°F）     | 19.5 (67.1)             | 22 (72)                 | 25 (77)                 | 29.5 (85.1)             | 31.3 (88.3)             | 38.3 (100.9)            | 38 (100)                | 40.5 (104.9)            | 34 (93)                 | 28.5 (83.3)             | 24.5 (76.1)             | 20.5 (68.9)             | 40.5 (104.9)            |
| 平均高温 °C（°F）       | 7.5 (45.5)              | 8.7 (47.7)              | 11.9 (53.4)             | 14.7 (58.5)             | 18.8 (65.8)             | 22.7 (72.9)             | 25.5 (77.9)             | 25.1 (77.2)             | 21.6 (70.9)             | 16.9 (62.4)             | 11.1 (52.0)             | 8.3 (46.9)              | 16.1 (61.0)             |
| 日均气温 °C（°F）       | 3.6 (38.5)              | 4.2 (39.6)              | 6.8 (44.2)              | 9.2 (48.6)              | 13.1 (55.6)             | 16.5 (61.7)             | 19.1 (66.4)             | 18.7 (65.7)             | 15.4 (59.7)             | 12.1 (53.8)             | 6.9 (44.4)              | 4.4 (39.9)              | 10.8 (51.4)             |
| 平均低温 °C（°F）       | −0.2 (31.6)             | −0.2 (31.6)             | 1.7 (35.1)              | 3.7 (38.7)              | 7.4 (45.3)              | 10.3 (50.5)             | 12.7 (54.9)             | 12.3 (54.1)             | 9.3 (48.7)              | 7.2 (45.0)              | 2.7 (36.9)              | 0.6 (33.1)              | 5.6 (42.1)              |
| 历史最低温 °C（°F）     | −22 (−8)                | −17 (1)                 | −16.6 (2.1)             | −7 (19)                 | −3 (27)                 | −0.6 (30.9)             | 2 (36)                  | 1.8 (35.2)              | −1.8 (28.8)             | −6.5 (20.3)             | −11 (12)                | −16 (3)                 | −22 (−8)                |
| 平均降水量 mm（）       | 130.8 (5.15)            | 119.5 (4.70)            | 115.1 (4.53)            | 136.1 (5.36)            | 136.8 (5.39)            | 109.2 (4.30)            | 83.7 (3.30)             | 90 (3.5)                | 125.6 (4.94)            | 140 (5.5)               | 151.5 (5.96)            | 151 (5.9)               | 1,489.3 (58.63)         |
| 月均日照時數            | 110                     | 126.8                   | 177.2                   | 179.3                   | 210.4                   | 242.1                   | 268                     | 248.8                   | 206.1                   | 148.7                   | 100.3                   | 100                     | 2,117.7                 |
| 来源：infoclimat.fr     |                         |                         |                         |                         |                         |                         |                         |                         |                         |                         |                         |                         |                         |

## 行政区划
圣塞雷的市镇编号为46251，邮政编号为46400。
在行政管理方面，圣塞雷隶属于法国奥克西塔尼大区洛特省菲雅克区；在地方选举方面，圣塞雷是圣塞雷县的中央投票站所在地，其市镇范围全境被划入洛特省第二选区；在社会管理方面，圣塞雷是科斯-多尔多涅河谷市镇公共社区的组成部分。
圣塞雷市镇范围内无城市敏感街区及城市政策优先街区分布。
法国国家统计与经济研究所（简称）在进行数据统计时，将圣塞雷及相邻的另外两个市镇设为圣塞雷城市核心区，并将包括核心区在内的周边共四个市镇划为圣塞雷城市区。自2020年起，圣塞雷城市区被包含49个市镇的塞尔河畔比亚尔-圣塞雷城市辐射区代替。此外，还将圣塞雷市镇整体看作一个“块区”（IRIS），以便于统计人口分布情况。

## 交通

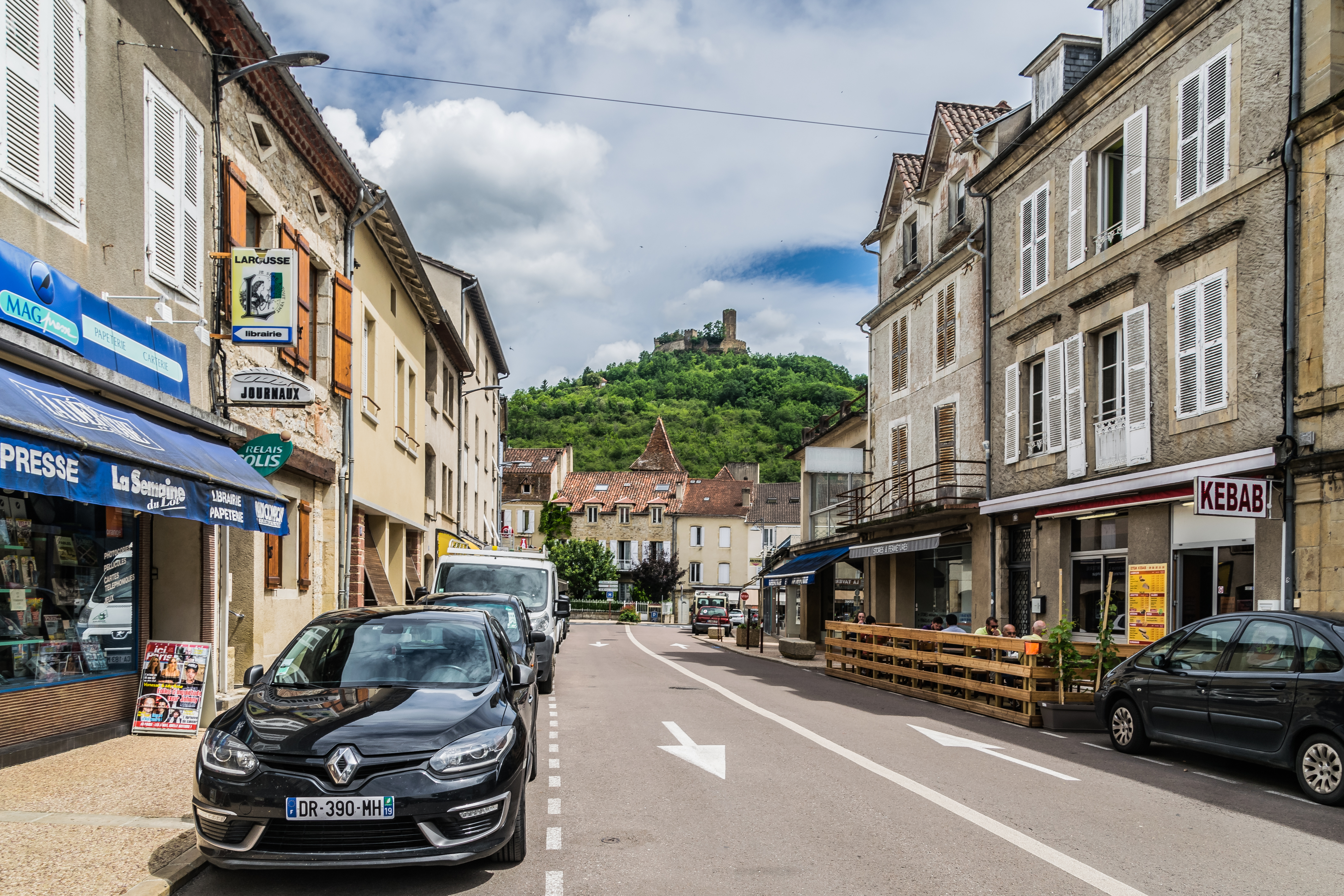
圣塞雷镇中心的甘必大大街

### 公路
洛特省省道D19线、D40线、D48线、D673线、D803线和D940线在圣塞雷境内交汇。奥克西塔尼大区下属的城际客运提供巴士线路，可前往塞尔河畔比亚尔。
| 56 | 39 |

| 21 | 64 |

| 卡奥尔 | 76 |

| 菲亚克 | 42 |

| 欧里亚克 | 59 |

| 勒布尔 | 24 |

| 蒂勒 | 55 |

| 阿让塔 | 40 |

2019年，59%的圣塞雷家庭拥有至少一辆私人汽车。2019年，圣塞雷境内共发生各类交通事故1起，造成1人受伤，其中1人重伤。

### 铁路
距离圣塞雷最近的运营中的客运铁路车站为10公里外的布勒特努-比亚尔站。该站停靠往返于欧里亚克和布里夫拉盖亚尔德一线的区域列车。

### 航空
圣塞雷市中心距离布里夫机场和欧里亚克机场的公路里程分别约48公里和56公里。

### 城市公共交通
截至2023年1月，圣塞雷暂无城市公共交通系统。

## 政治

### 市政内阁

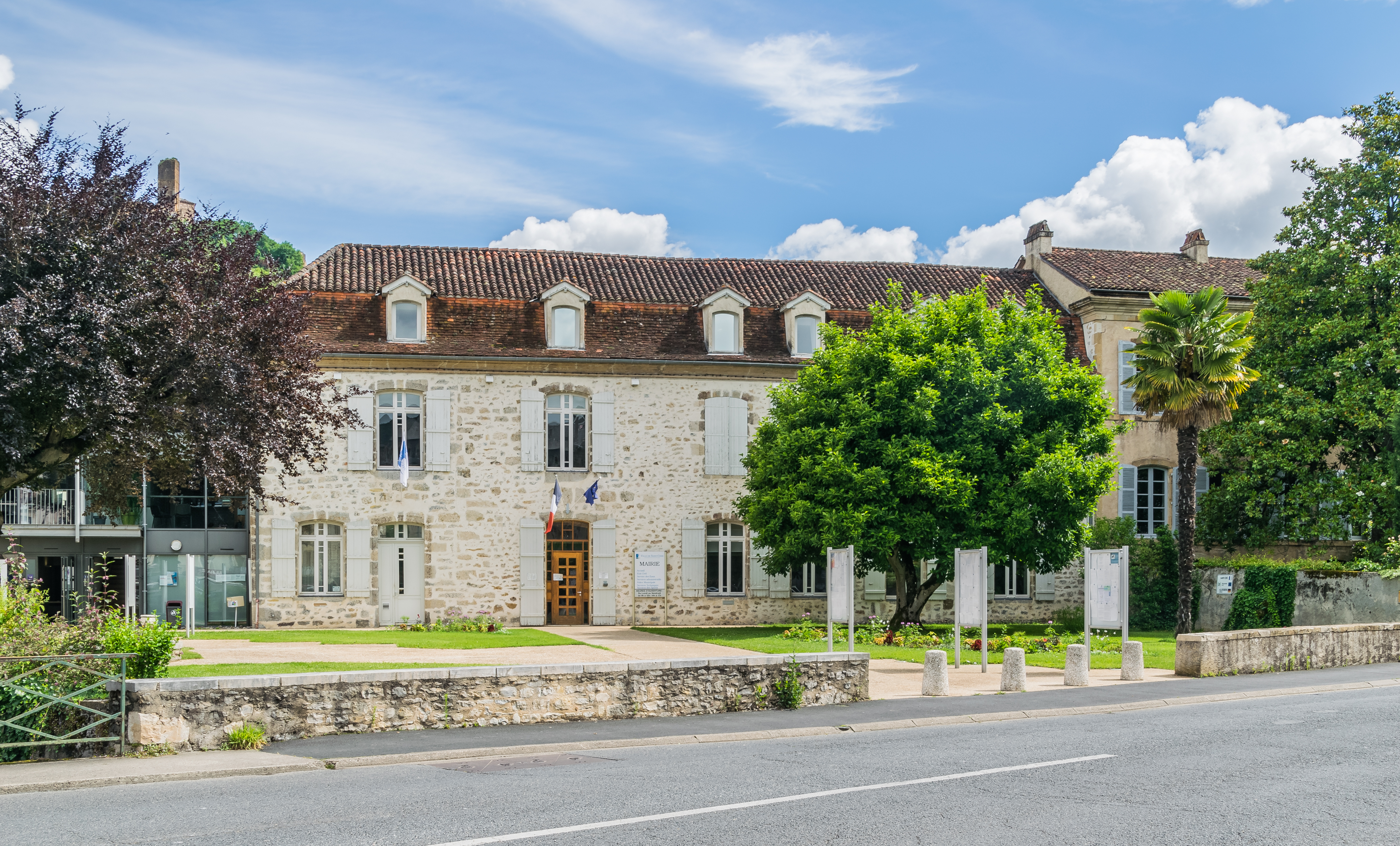
圣塞雷市政厅

圣塞雷的现任市长为多米妮克·比扎女士（Dominique BIZAT），她是社会党的一名成员，在2020年的市政选举中获得了56.89%的支持率。
| 圣塞雷历届市长             | 圣塞雷历届市长                       | 圣塞雷历届市长    |
| 任期                       | 市长                                 | 党派              |
| -------------------------- | ------------------------------------ | ----------------- |
| （1964年以前资料暂缺）     |                                      |                   |
| 1964年－1971年             | Gaston MONNERVILLE 加斯东·莫内尔维尔 | RAD激进党         |
| （1971至1983年间资料暂缺） |                                      |                   |
| 1983年－1995年             | André BOYER 安德烈·布瓦耶            | PRG左派激進黨     |
| 1995年－2020年             | Pierre DESTIC 皮埃尔·代斯蒂克        | DVD右翼无党派人士 |
| 2020年－                   | Dominique BIZAT 多米妮克·比扎        | PS社会党          |

### 各级选举
| 圣塞雷历届投票选举结果 | 圣塞雷历届投票选举结果 | 圣塞雷历届投票选举结果 | 圣塞雷历届投票选举结果 | 圣塞雷历届投票选举结果          | 圣塞雷历届投票选举结果 | 圣塞雷历届投票选举结果 | 圣塞雷历届投票选举结果          | 圣塞雷历届投票选举结果 | 圣塞雷历届投票选举结果 |
| 选举项目               | 选举范围               | 选区单位               | 选区单位内的选举结果   | 选区单位内的选举结果            | 选区单位内的选举结果   | 选区单位内的选举结果   | 选区单位内的选举结果            | 选区单位内的选举结果   | 参考资料               |
| 选举项目               | 选举范围               | 选区单位               | 第一轮胜出者           | 第一轮胜出者                    | 支持率                 | 第二轮胜出者           | 第二轮胜出者                    | 支持率                 | 参考资料               |
| ---------------------- | ---------------------- | ---------------------- | ---------------------- | ------------------------------- | ---------------------- | ---------------------- | ------------------------------- | ---------------------- | ---------------------- |
| 2017年法國總統選舉     | 法國                   | 市镇                   |                        | 埃马纽埃尔·马克龙               | 29.68%                 |                        | 埃马纽埃尔·马克龙               | 78.45%                 | [ 24 ]                 |
| 2017年法国立法选举     | 洛特省第二选区         | 市镇                   |                        | 于盖特·蒂耶尼亚                 | 41.92%                 |                        | 于盖特·蒂耶尼亚                 | 57%                    | [ 24 ]                 |
| 2019年欧洲议会选举     | 法國                   | 市镇                   |                        | 娜塔莉·卢瓦索                   | 26.9%                  | （不适用）             | （不适用）                      | （不适用）             | [ 26 ]                 |
| 2021年法国省级选举     | 洛特省                 | 县                     |                        | 多米妮克·比扎 奥利维耶·代博尔德 | 53.16%                 |                        | 多米妮克·比扎 奥利维耶·代博尔德 | 78.13%                 | [ 27 ]                 |
| 2021年法国省级选举     | 洛特省                 | 市镇                   |                        | 多米妮克·比扎 奥利维耶·代博尔德 | 52.98%                 |                        | 多米妮克·比扎 奥利维耶·代博尔德 | 79.45%                 | [ 27 ]                 |
| 2021年法国大区选举     | 奧克西塔尼大區         | 市镇                   |                        | 卡萝尔·代尔加                   | 36.17%                 |                        | 卡萝尔·代尔加                   | 51.26%                 | [ 28 ]                 |
| 2022年法国总统选举     | 法國                   | 市镇                   |                        | 埃马纽埃尔·马克龙               | 28.08%                 |                        | 埃马纽埃尔·马克龙               | 65.68%                 | [ 24 ]                 |
| 2022年法国立法选举     | 洛特省第二选区         | 市镇                   |                        | 克里斯托夫·普罗昂萨             | 22.4%                  |                        | 于盖特·蒂耶尼亚                 | 36.59%                 | [ 24 ]                 |

## 人口
2019年，圣塞雷市镇人口数量为3,414，在法国排名第3,246位。其中男性1,577人，女性1,837人，75岁及以上人口占17.4%，外籍人口数量为158人，人口密度为301人/平方公里，当地居民被称为（男性）或（女性）。2020年，圣塞雷境内出生29人，死亡人口61人。
| 圣塞雷1901年－2020年人口变化情况 |
|                                  |
| 数据来源：Cassini、INSEE         |

## 经济

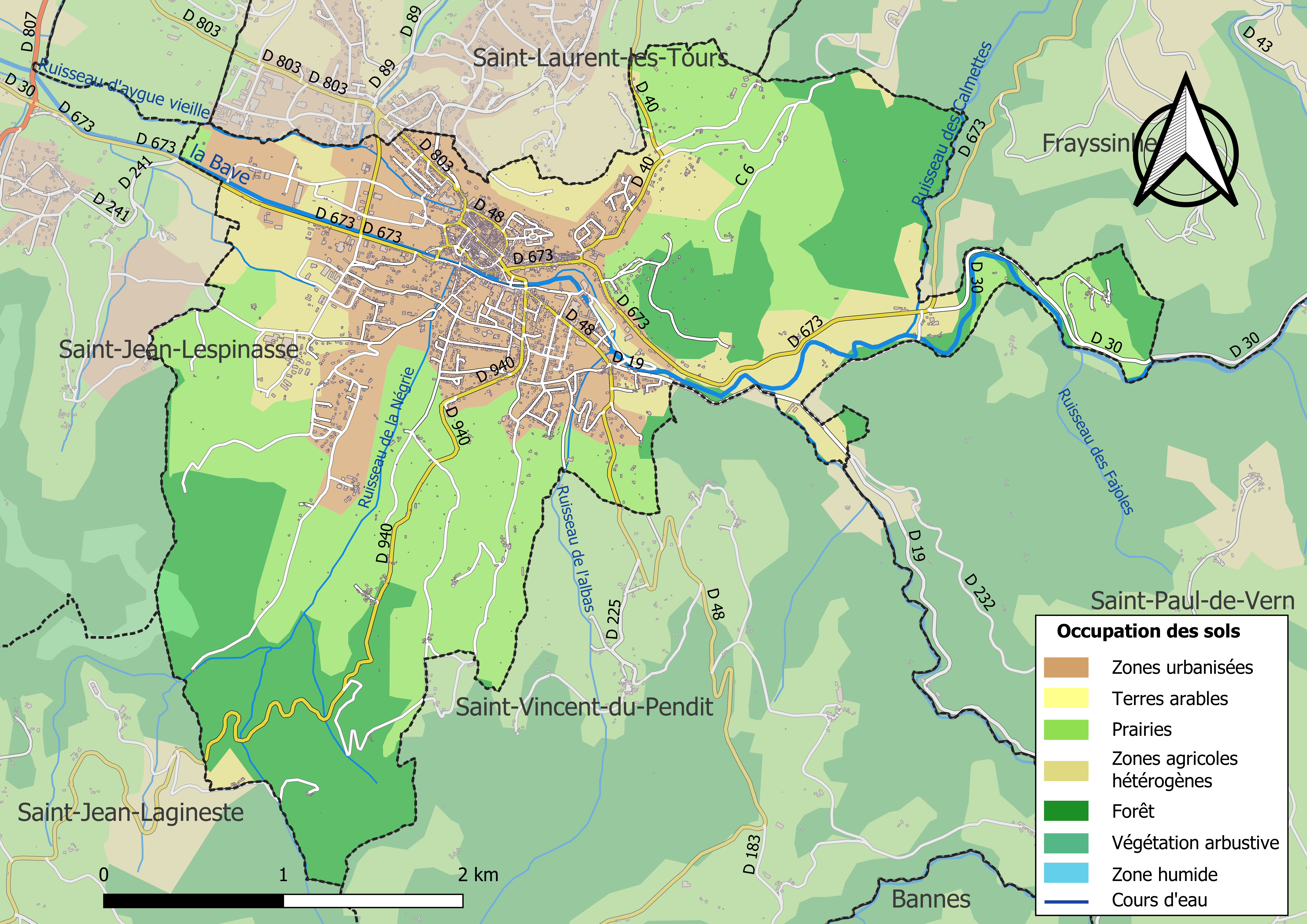
圣塞雷土地利用情况地图

圣塞雷是一个区域性的中心城市。截止2023年1月，圣塞雷市镇范围内共有各类用人单位（包含自雇）703家，平均历史为20年，其中99.49%为中小型企业（PME），2022年11月至2023年1月间，当地的经济活力指数为0.43%。 （工业器械）、（金属加工器械生产）及（零售）是当地2021年营业额最高的三个企业，分别为39,536,992欧元、5,842,989欧元和2,977,334欧元。

## 财政与居民收入
2021年，圣塞雷的财政收入总额为3,966,140欧元，财政支出总额为3,736,980欧元，当年的债务总额为3,477,360欧元。2021年，圣塞雷市镇通过增值税获得54,640欧元的收入，此外当地还共获得了61,720欧元的国家直接财政补助。
2020年，圣塞雷的人均月收入总额为2,097欧元，其中高级职员为4,107欧元，低于法国平均水平（4,230欧元）；中级职员为2,139欧元，低于法国平均水平（2,411欧元）；普通职员为1,628欧元，亦低于法国平均水平（1,740欧元）。
2019年，圣塞雷境内的青壮年（15至64岁）失业率为13.6%，贫困率为16%；当地48.2%的家庭拥有纳税资格，平均纳税2,361欧元，低于法国平均水平（3,910欧元）。

## 社会事务

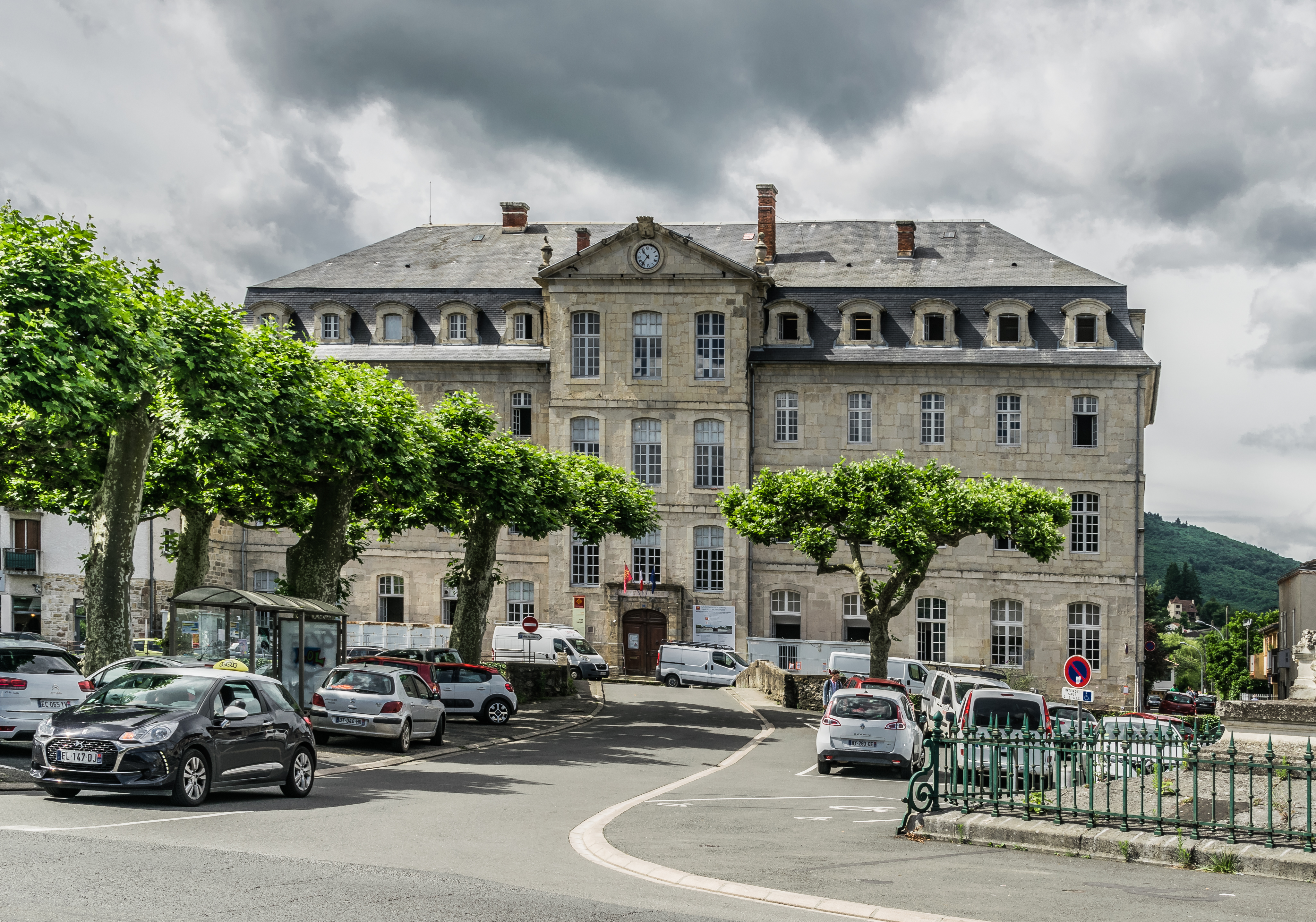
圣塞雷高级中学

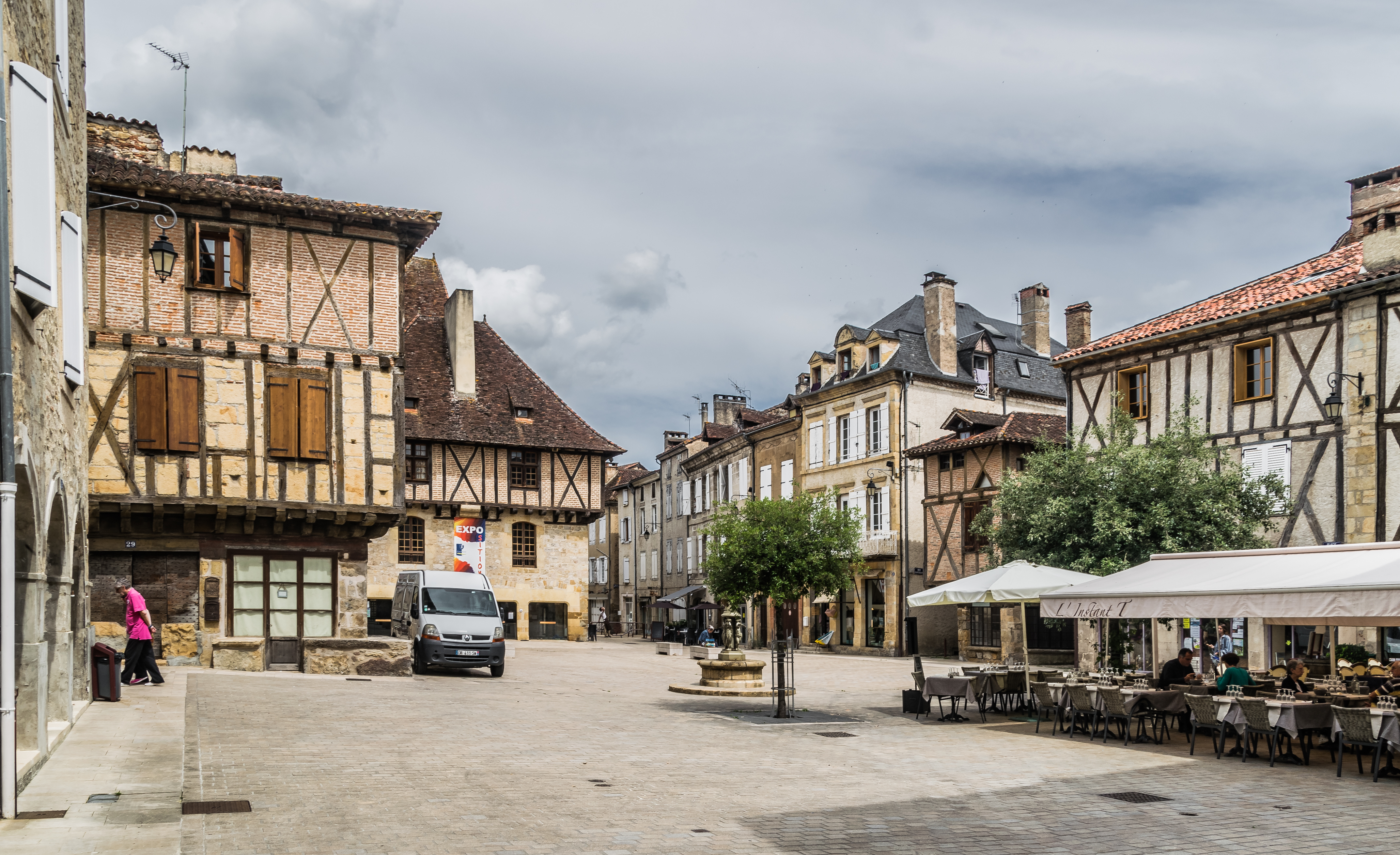
圣塞雷镇中心的梅尔卡迪亚勒广场

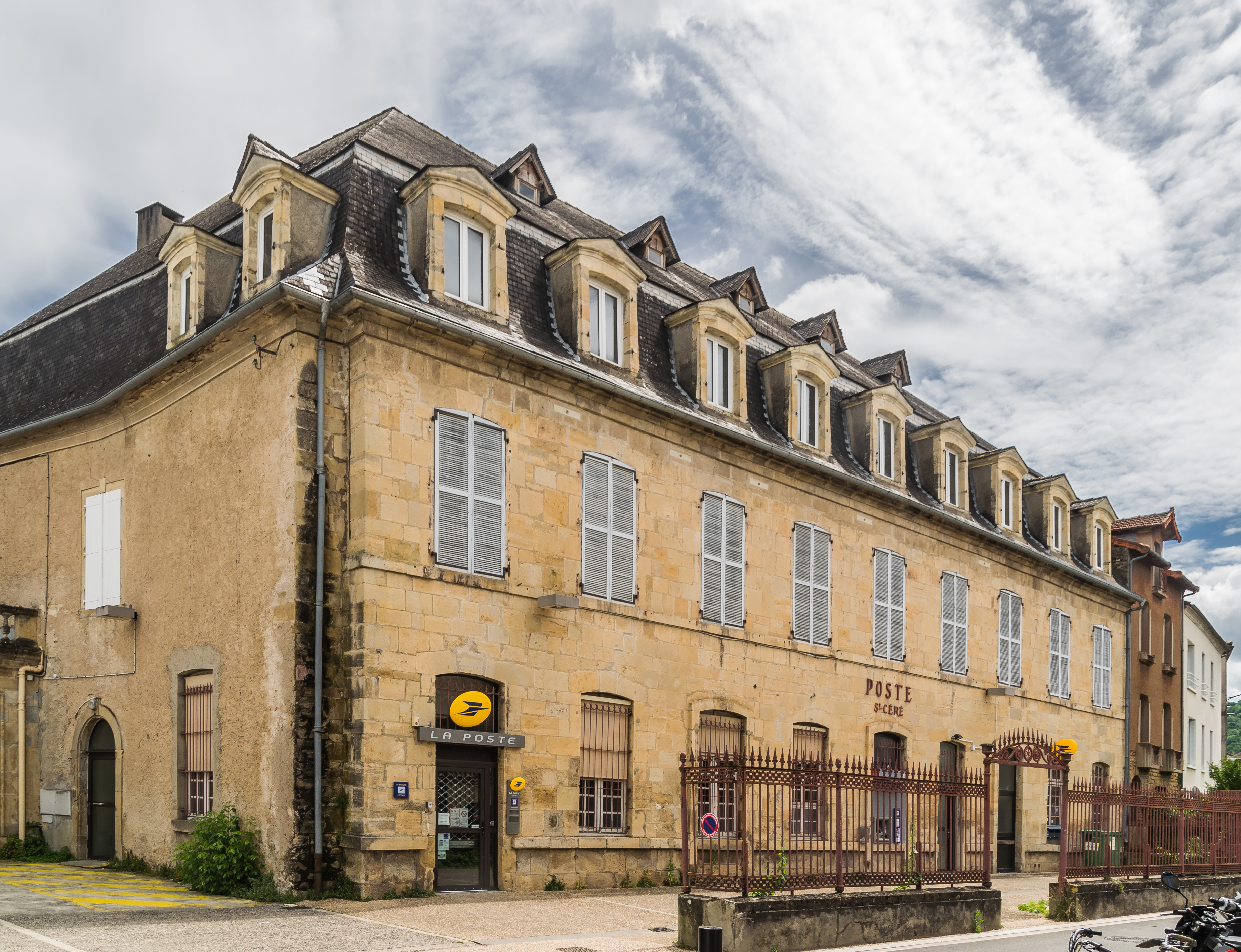
邮政大楼

### 教育
圣塞雷属于图卢兹学区。截止2021年1月1日，圣塞雷境内共有1所幼儿园、2所小学、1所初级中学和1所普通高中。2018至2019学年度，圣塞雷境内共有在校中等教育阶段学生779名。

### 医疗
截止2021年1月1日，圣塞雷境内共有全科医生6名、保健师7名、牙医6名、护士14名、耳科医生3名、皮肤科医生1名、助产士1名和妇科医生1名。境内共有药房3家、养老院1家。
圣塞雷中心医院（Centre Hospitalier de Saint-Céré）是法国的一个区域性医疗机构，其主病区圣雅克医院（Hôpital de Saint-Jacques）位于圣塞雷市区西北部，设有床位188个，是当地规模最大的公立综合性医院。

### 住房
2019年，圣塞雷境内共有各类住房2,493套，其中64.4%为独立式居民区，32.6%为集中式居民区。常住房屋占圣塞雷市镇范围内居民建筑总量的72.6%。
在住房保障政策方面，2021年，圣塞雷境内共有444户家庭获得了住房经济补助，受益人数占总人口数量的13.0%，其中438份为房租补助。

### 商业
2021年，圣塞雷境内共有各类实体商铺145家，其中餐厅22家、大型超市1家、杂货店6家、面包房5家、肉铺2家、书店2家、装饰品店2家、银行门店3家、美容美发店10家、汽车维修店12家。圣塞雷市中心建有家乐福便民超市，市区西北部的圣洛朗莱图尔境内建有开放式商业街区，有E.Leclerc、ALDI等购物超市。

### 体育
2021年，圣塞雷境内共有1家游泳池、2间体育馆、1座综合体育场、5处网球场、2处足球或橄榄球场以及1处篮球或排球场。
截至2023年1月，圣塞雷境内暂无任何注册足球俱乐部。圣塞雷橄榄球体育俱乐部（Saint-Céré Sports Rugby）是当地的一家橄榄球队，成立于1905年，其主队2022至2023赛季参加法国橄榄球区域甲组联赛（法国第八级别），其主场为市政球场（Stade Municipal）。

### 环境
圣塞雷的环境事务由其所属的科斯-多尔多涅河谷市镇公共社区联合各级政府协调负责。2021年，圣塞雷境内暂无污染企业。

### 治安
2021年，圣塞雷市镇范围内有1处宪兵队。
圣塞雷及其附近的共114个市镇是菲雅克国家宪兵队（zone gendarmerie de Figeac）的管辖范围。2020年，该宪兵队累计记录各类案件1,583起，其中盗窃类案件657起，经济类案件308起，毒品交易类案件120起。

## 文化
2021年，圣塞雷境内共有1家剧场和1家电影院。圣塞雷建有市政多媒体中心（Médiathèque municipale），每周二至六向公众开放。

### 建筑
圣塞雷境内有多处历史建筑，其中圣斯佩里教堂、莱雷科莱教堂、蒙塔勒城堡、皮米勒宫等为法国国家文物保护单位。

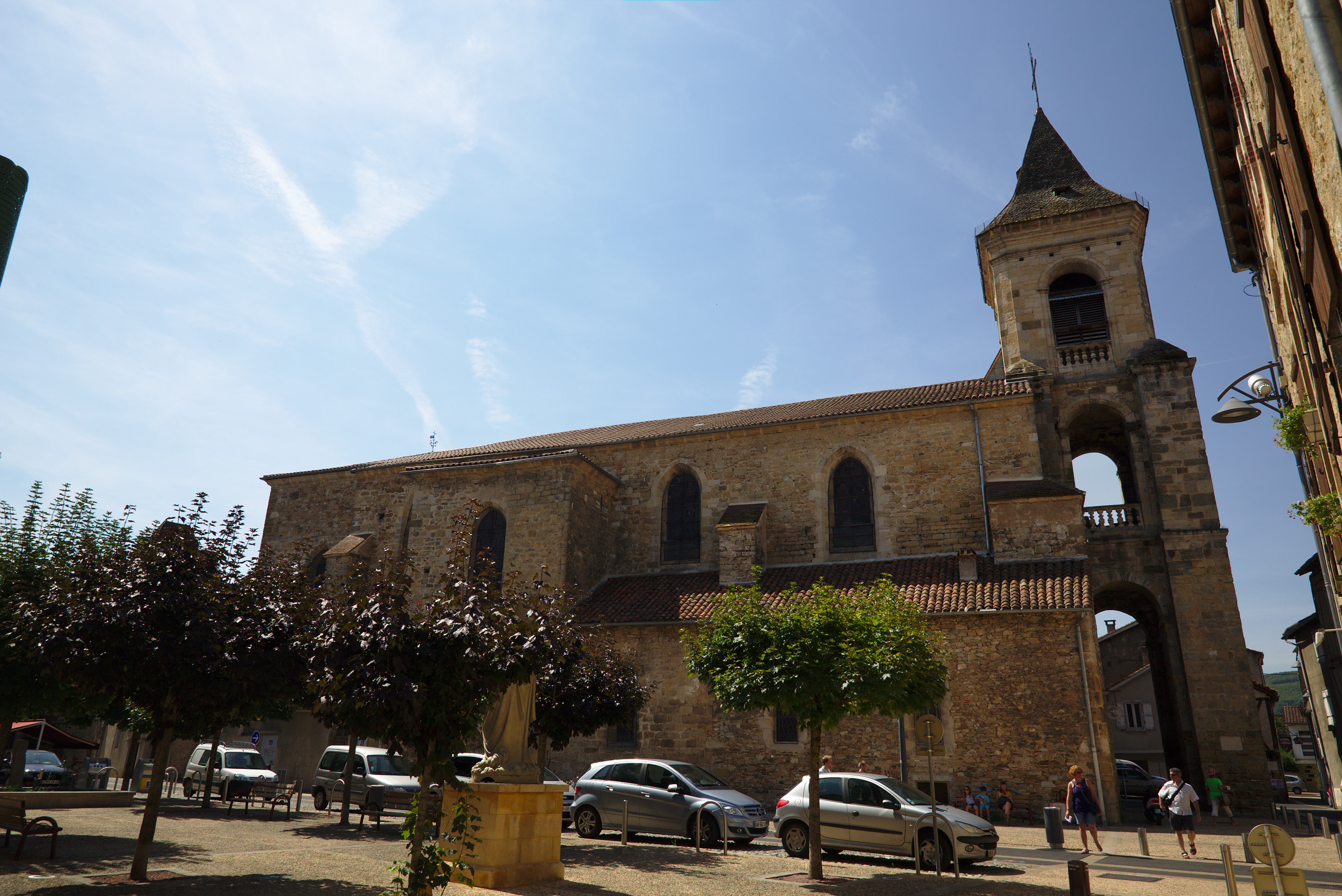
圣斯佩里教堂（法语：Église Sainte-Spérie de Saint-Céré）
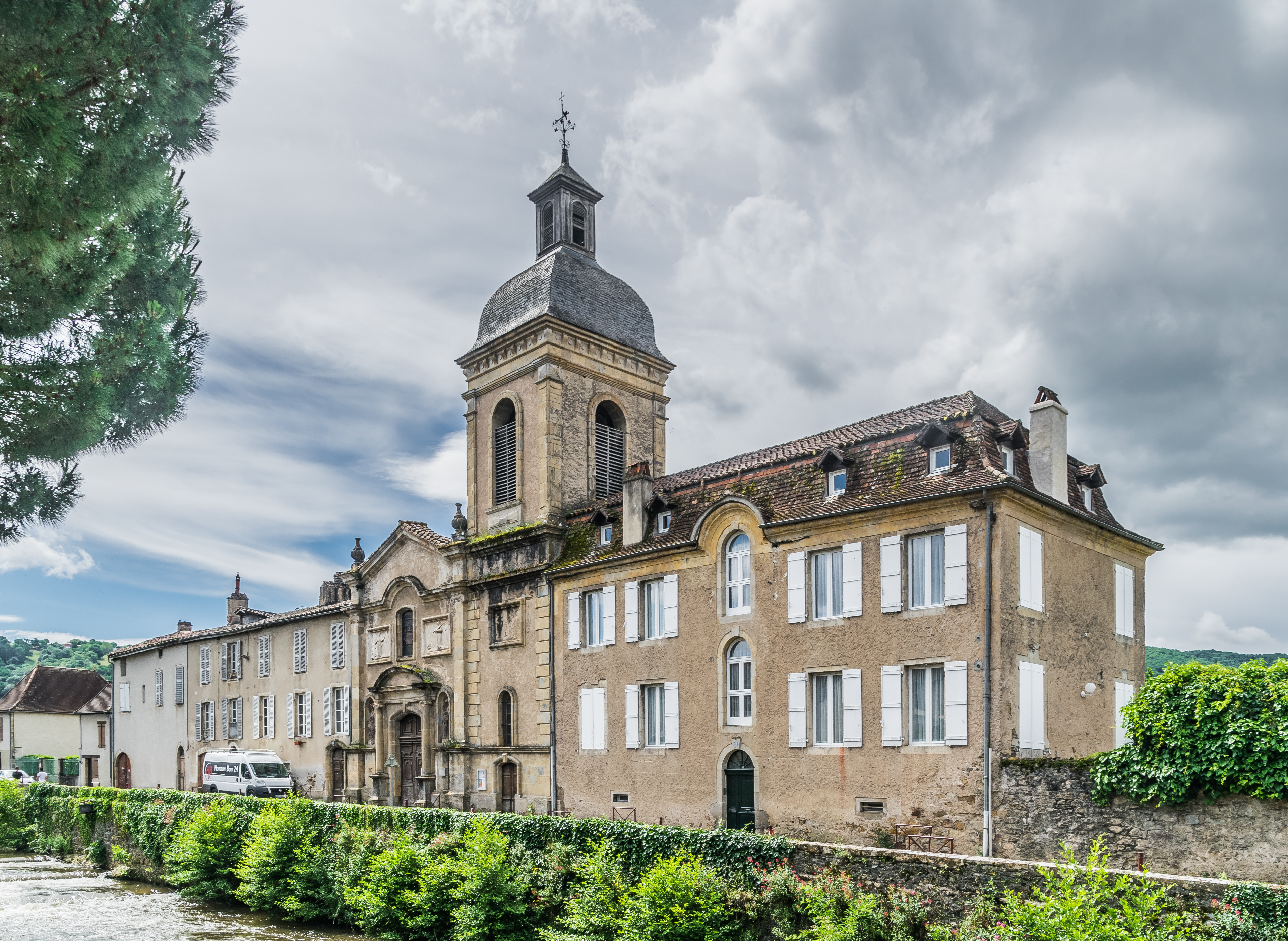
莱雷科莱教堂（法语：Église des Récollets de Saint-Céré）
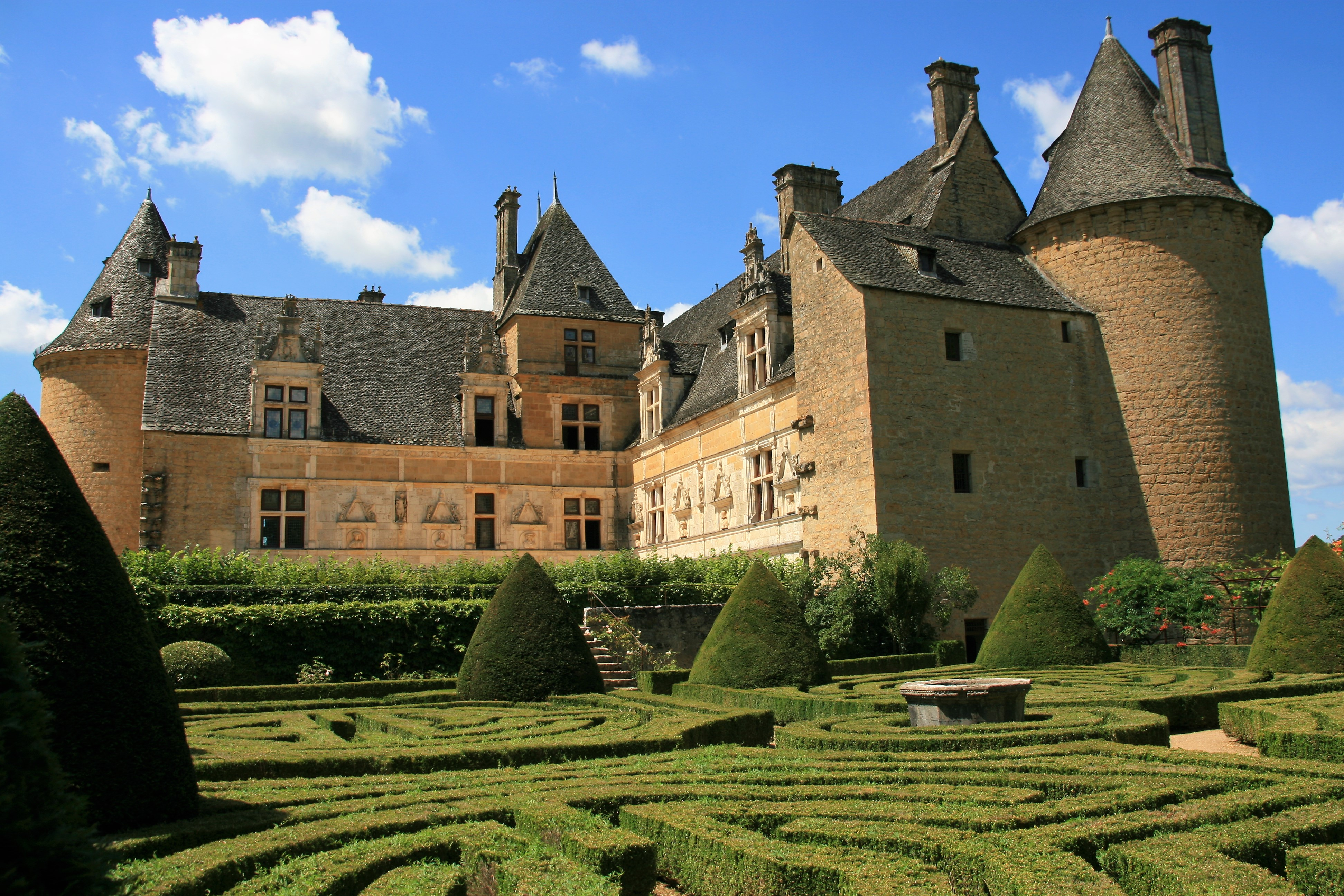
蒙塔勒城堡（法语：Château de Montal (Lot)）
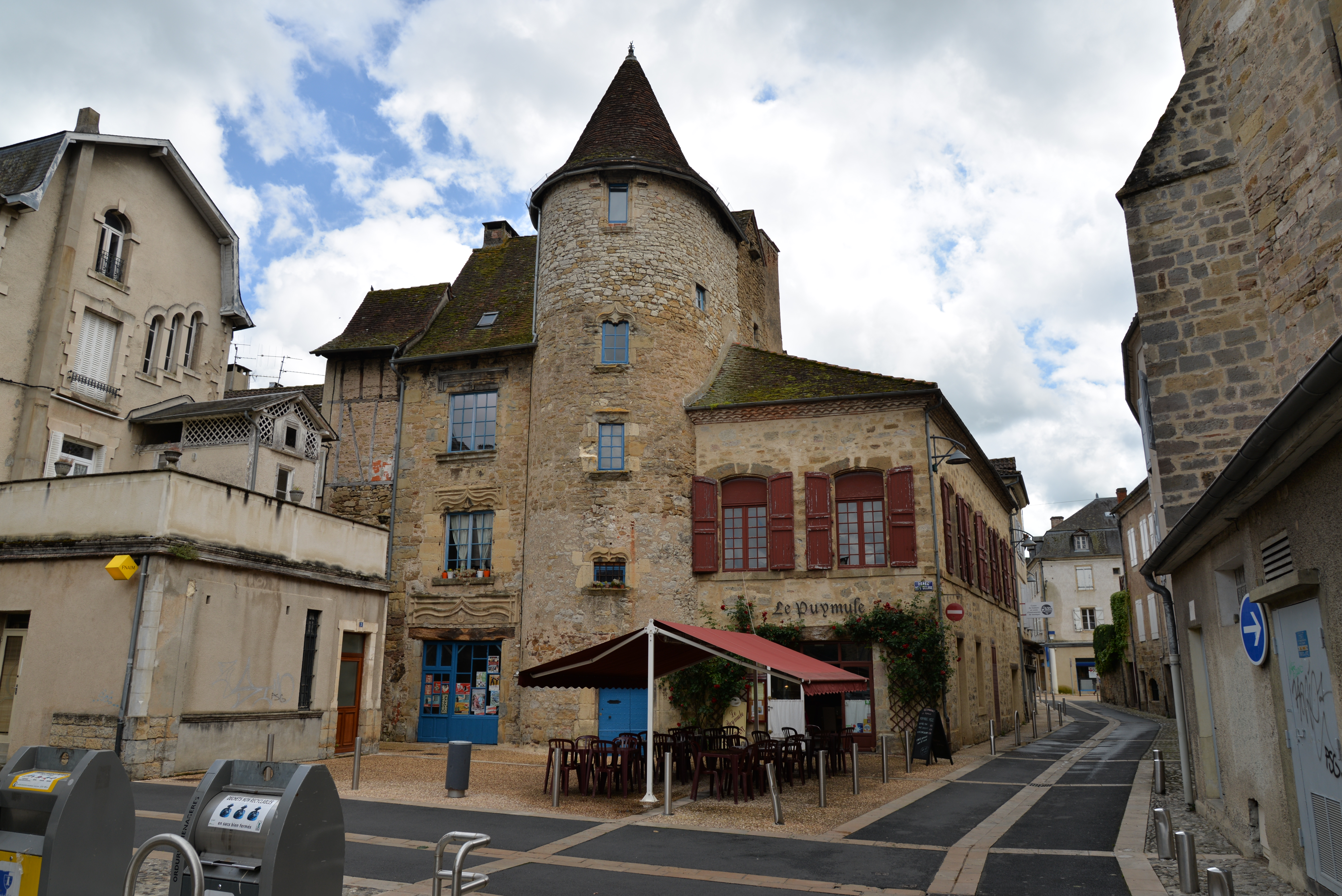
皮米勒宫（法语：Hôtel de Puymule）
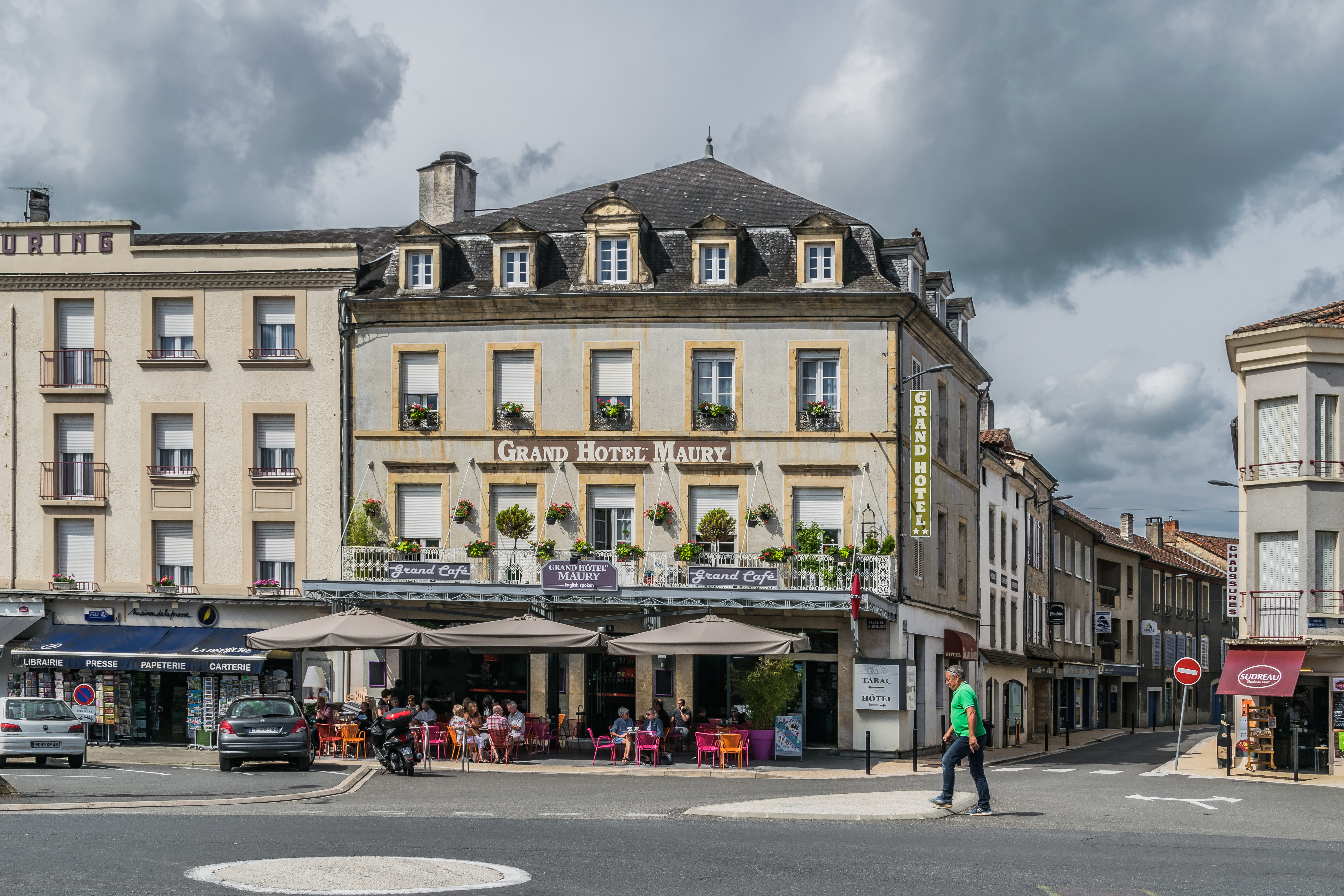
莫里大酒店
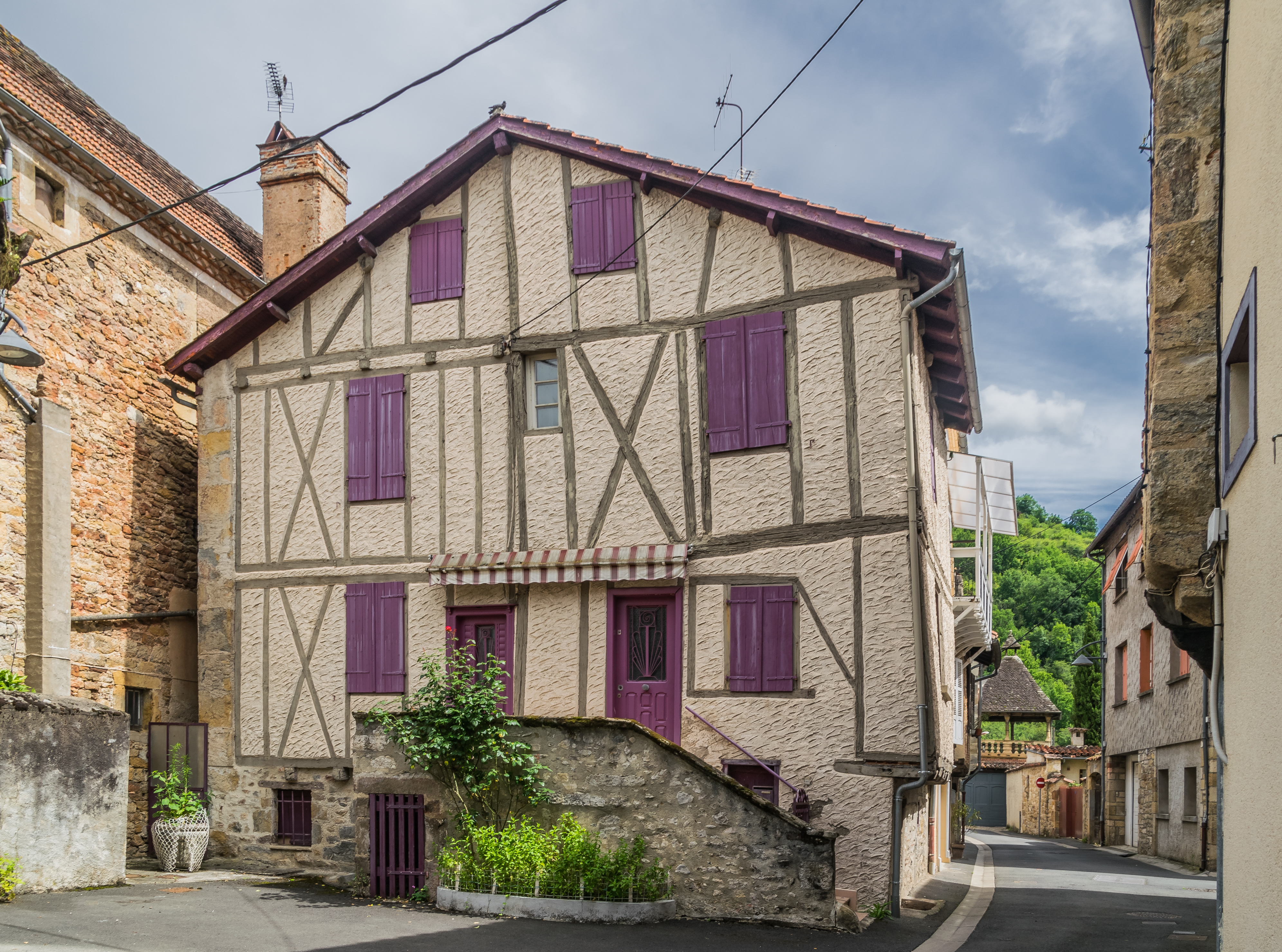
圣西尔街传统建筑

### 旅游
圣塞雷的旅游事务由其所属的科斯-多尔多涅河谷市镇公共社区负责。2022年，圣塞雷境内共有3家酒店共计55间房间；另有1个露营地，可容纳共117辆露营车。

### 媒体
法国主要的媒体均可在圣塞雷接收，法国电视三台下属的奥克西塔尼大区频道在部分时段播出圣塞雷所在洛特省的地方新闻。《南部追寻》是法国南部的重要地方性报刊媒体，总部位于图卢兹，在卡奥尔设有分支，负责包括圣塞雷在内的整个洛特省的发行。此外当地的主要地方性媒体还包括洛特传媒（Medialot）、蓝色法兰西奥克西塔尼广播等。

## 相关人物
法国元帅弗朗索瓦-塞尔坦·康罗贝尔出生于圣塞雷。

## 友好城市
截至2023年1月，圣塞雷共与一座城市互为友好城市关系：
- 德国 阿勒斯贝格